# Christine Koschel
Christine Koschel (* 19. Mai 1936 in Breslau; † 1. September 2024) war eine deutsche Schriftstellerin und Übersetzerin.

## Leben
Nach der Flucht aus Schlesien im Jahr 1944 besuchte Christine Koschel eine Internatsschule. Von 1955 bis 1964 war sie in München als Regieassistentin beim Theater sowie für Film- und Fernsehproduktionen tätig. Seit 1965 lebte sie als freiberufliche Autorin und Übersetzerin in Rom. Nachdem sie als jahrelange Mitarbeiterin des deutschsprachigen Dienstes von Radio Vatikan nie einen festen Arbeitsvertrag erhalten hatte, führte sie 1984 gemeinsam mit Ingrid Elisabeth Bennig und Inge von Weidenbaum den ersten Arbeitsgerichtsprozess in der Geschichte des Vatikans.
Christine Koschel veröffentlichte seit Beginn der 1960er-Jahre Gedichte und übersetzte literarische Texte aus dem Englischen und Italienischen. 1963 las sie in Saulgau beim Treffen der Gruppe 47. Nachdem sie 1978 gemeinsam mit Inge von Weidenbaum und Clemens Münster die Werke Ingeborg Bachmanns herausgegeben hatte, bearbeiteten Koschel und Weidenbaum von 1979 bis 1981 an der Österreichischen Nationalbibliothek in Wien Bachmanns literarischen Nachlass.
Christine Koschel war Mitglied des PEN-Zentrums Deutschsprachiger Autoren im Ausland.

## Preise und Auszeichnungen
- 1983: Hieronymusring (gemeinsam mit Inge von Weidenbaum)
- 1993: Sonderpreis des Kulturpreises Schlesien des Landes Niedersachsen
- 2003: Stipendium des Künstlerhauses Villa Waldberta in Feldafing
- 2007/2008: Heinrich-Ellermann-Stipendium
- 2012: Premio Internazionale Sulle Orme di Ada Negri für unveröffentlichte Werke

## Werke
- Den Windschädel tragen. Gedichte. Ellermann Verlag, Hamburg 1961.
- Pfahlfuga. Gedichte und Prosagedichte. Piper Verlag, München 1966.
- Zeit, von der Schaukel zu springen. Gedichte. Piper Verlag, München 1975. ISBN 3-492-00430-X.
- Das Ende der Taube. Gedichte. Corvinus Presse, Berlin 1992. ISBN 3-910172-10-5.
- 10 frühe Gedichte. Berlin 2000.
- Ein mikroskopisch feiner Riß. Gedichte. Corvinus Presse, Berlin 2001.
- Einen Lidschlag offen. Gedichte. [Zweiter Band der Reihe Dichterpaare: Christine Koschel – Székely Magda]. Kortina Verlag, Wien und Budapest 2007. ISBN 978-3-9502315-1-9.
- Bis das Gedächtnis grünet. Gedichte. Mit einem Nachwort von Ruxandra Niculescu. Edition Rugerup, Berlin 2013. ISBN 978-3-942955-34-8.

## Herausgeberschaft
Zusammen mit Clemens Münster und Inge von Weidenbaum hat sie eine vierbändige Ausgabe der Werke Ingeborg Bachmanns im Piper-Verlag, München herausgegeben.
- Ingeborg Bachmann: Wir müssen wahre Sätze finden. München 1983. Hrsg. zusammen mit Inge von Weidenbaum, ISBN 978-3-492-02724-3.
- Kein objektives Urteil – nur ein lebendiges. Texte zum Werk von Ingeborg Bachmann. München 1989. Hrsg. zusammen mit Inge von Weidenbaum, ISBN 978-3-492-10792-1.

## Übersetzungen
- Djuna Barnes: Antiphon. Frankfurt am Main 1972 (übersetzt zusammen mit Inge von Weidenbaum)
- Djuna Barnes: Vor die Hunde gehn. Die Taube. Ein irisches Dreieck. Bremen 1991 (übersetzt zusammen mit Inge von Weidenbaum)
- Maura Del Sarra: Elementi. Wuppertal 1997
- Thomas Lüttge: History of our future. München 1983 (übersetzt zusammen mit Ingrid von Weidenbaum)
- Gwendolyn MacEwen: Die T.-E.-Lawrence-Gedichte. Hörby/Schweden 2010
- Eugenio Montale: Das postume Tagebuch. München
  1. Die Worte sprühen. 1998.
  2. Ein Windstoß vom Horizont. 2001.